# Сёр (кантон)
Сёр (фр. Seurre) — кантон во Франции, находится в регионе Бургундия. Департамент кантона — Кот-д’Ор. Входит в состав округа Бон. Население кантона на 2006 год составляло 9211 человек.
Код INSEE кантона — 2134. Всего в кантон Сёр входят 23 коммуны, из них главной коммуной является Сёр.

## Коммуны кантона
- Овиллар-сюр-Сон — население 274 чел.
- Баньо — население 126 чел.
- Боннанконтр — население 368 чел.
- Бусланж — население 57 чел.
- Бруэн — население 394 чел.
- Шамблан — население 492 чел.
- Шивр — население 237 чел.
- Корберон — население 411 чел.
- Коржангу — население 329 чел.
- Гланон — население 193 чел.
- Гробуа-ле-Тише — население 57 чел.
- Жалланж — население 311 чел.
- Лабержман-ле-Сёр — население 896 чел.
- Лабрюйер — население 198 чел.
- Лант — население 231 чел.
- Лешатле — население 204 чел.
- Монмен — население 91 чел.
- Паньи-ла-Виль — население 413 чел.
- Паньи-ле-Шато — население 490 чел.
- Пуйи-сюр-Сон — население 637 чел.
- Сёр — население 2500 чел.
- Тише — население 184 чел.
- Трюньи — население 118 чел.